# جت جورگنزمایر
جت جورگنزمایر (انگلیسی: Jet Jurgensmeyer) بازیگر اهل ایالات متحده آمریکا است.
از فیلم‌ها یا برنامه‌های تلویزیونی که وی در آن نقش داشته است، می‌توان به فردیناند و افسانه‌های معبد پنهان اشاره کرد.